# 小谷螳属
小谷螳属（学名：Rivetinula）为谷螳科的一个属。

## 下属物种
本属包括以下物种：
- Rivetinula fraterna Saussure, 1871